# Fabrizio De André in concerto - Arrangiamenti PFM
Fabrizio De André in concerto - Arrangiamenti PFM (noto anche come In concerto) è un album dal vivo di Fabrizio De André, pubblicato nel 1979 e registrato durante alcuni concerti tenuti nel gennaio del 1979 insieme alla rock band milanese PFM che riarrangiò le canzoni dal cantautore genovese.
L'album è stato pubblicato, nello stesso anno, in Germania Ovest dalla Metronome.

## Storia
(Fabrizio De André in un'intervista.)
Il progetto di arrangiare le canzoni musicalmente di De André in chiave rock colpì molto la critica e il pubblico che assistette nel 1979 ai concerti tenuti dal cantautore con il gruppo progressive italiano PFM. Dai concerti fu tratto un  album a cui seguì, l'anno dopo, la pubblicazione del Volume 2.
Il sodalizio tra De André e la band peraltro risaliva agli anni sessanta quando Mussida, Di Cioccio e soci, che si facevano chiamare ancora Quelli, avevano suonato nell'album La buona novella. Successivamente Mauro Pagani, tra i componenti originari della PFM,  diventerà uno dei collaboratori De André, a partire dalla realizzazione dell'album Crêuza de mä (1984), e gli stessi Mussida e Premoli prenderanno parte, in occasioni diverse, ai successivi lavori di studio del cantautore.
Alcuni dei cosiddetti puristi storsero il naso all'uscita dell'album con la PFM. L'accusa a De André di aver ceduto a compromessi commerciali suonando con un gruppo rock arrivò con oltre un decennio di ritardo rispetto a un altro celebre "tradimento", quello del folk singer Bob Dylan che a metà degli anni sessanta iniziò ad utilizzare strumenti elettrici. Altri apprezzarono invece la svolta musicale del cantautore genovese. Fino ad allora, in Italia, i cantautori erano, almeno secondo alcuni cliché, più interessati ai testi che non alla musica. Il minimalismo negli arrangiamenti era considerato sintomo di qualità. Secondo i detrattori del genere questo minimalismo era semplice trascuratezza, era "suonar male". Con l'incontro De André/PFM finalmente anche le splendide canzoni del cantautore poterono essere valorizzate musicalmente.
In ogni caso, dopo il live con la PFM, il tabù fu rotto: anche i cantautori iniziarono a realizzare dischi riccamente arrangiati e suonati da musicisti di prim'ordine. Lo stesso Francesco Guccini, che già da anni si contornava di ottimi musicisti (Vince Tempera, Ares Tavolazzi e molti altri), realizzò, sempre nel 1979, un disco dal vivo con I Nomadi (Album concerto) di sapore più rock rispetto ai suoi lavori in studio della seconda metà degli anni settanta.

## Tracce
Lato A
1. Bocca di Rosa – 4:40 (Fabrizio De André)
2. Andrea – 5:29 (Fabrizio De André e Massimo Bubola)
3. Giugno '73 – 4:31 (Fabrizio De André)
4. Un giudice – 3:36 (Fabrizio De André, Giuseppe Bentivoglio e Nicola Piovani)
5. La guerra di Piero – 3:30 (Fabrizio De André)

Lato B
1. Il pescatore – 4:16 (Fabrizio De André)
2. Zirichiltaggia – 2:36 (Fabrizio De André e Massimo Bubola)
3. La canzone di Marinella – 4:03 (Fabrizio De André)
4. Volta la carta – 4:02 (Fabrizio De André e Massimo Bubola)
5. Amico fragile – 9:27 (Fabrizio De André)

## Formazione
- Fabrizio De André - voce, chitarra acustica
- Franz Di Cioccio - batteria, percussioni, marimba, crotali
- Patrick Djivas - basso
- Franco Mussida - chitarra elettrica, chitarra classica, chitarra acustica, chitarra 6 corde, chitarra 12 corde, voce
- Flavio Premoli - tastiere, sintetizzatore, chitarra acustica, chitarra 12 corde, voce, fisarmonica
- Lucio Fabbri - violino, percussioni
- Roberto Colombo - tastiera, sintetizzatore, chitarra acustica, voce, percussioni